# 4365 Иванова
4365 Иванова (на английски: Ivanova; условно обозначение 1978 VH8) е астероид от главния астероиден пояс открит на 7 ноември 1978 година от Елеонор Хелин и Шелте Бъс в Паломарската обсерватория. Астероидът е наречен в чест на българския астроном Виолета Иванова.